# Лабелл (Флорида)
Лабелл (англ. LaBelle) — місто (англ. city) в США, в окрузі Гендрі штату Флорида. Населення — 4966 осіб (2020).

## Географія
Лабелл розташований за координатами 26°43′15″ пн. ш. 81°27′9″ зх. д. / 26.72083° пн. ш. 81.45250° зх. д. (26.720952, -81.452477).  За даними Бюро перепису населення США в 2010 році місто мало площу 40,41 км², з яких 40,17 км² — суходіл та 0,24 км² — водойми. В 2017 році площа становила 37,56 км², з яких 37,31 км² — суходіл та 0,25 км² — водойми.

## Демографія
Згідно з переписом 2010 року, у місті мешкало 4640 осіб у 1553 домогосподарствах у складі 1064 родин. Густота населення становила 115 осіб/км².  Було 1981 помешкання (49/км²).
Расовий склад населення:
| - 68,3 % — білих - 8,1 % — чорних або афроамериканців - 0,6 % — азіатів - 0,4 % — корінних американців - 0,1 % — вихідців з тихоокеанських островів - 20,8 % — осіб інших рас |

До двох чи більше рас належало 1,6 %. Частка іспаномовних становила 47,0 % від усіх жителів.
За віковим діапазоном населення розподілялося таким чином: 25,9 % — особи молодші 18 років, 54,9 % — особи у віці 18—64 років, 19,2 % — особи у віці 65 років та старші. Медіана віку мешканця становила 35,3 року. На 100 осіб жіночої статі у місті припадало 106,4 чоловіків;  на 100 жінок у віці від 18 років та старших — 109,0 чоловіків також старших 18 років.
Середній дохід на одне домашнє господарство  становив 55 466 доларів США (медіана — 40 268), а середній дохід на одну сім'ю — 62 347 доларів (медіана — 58 304). За межею бідності перебувало 26,1 % осіб, у тому числі 47,8 % дітей у віці до 18 років та 6,5 % осіб у віці 65 років та старших.
Цивільне працевлаштоване населення становило 1701 особа. Основні галузі зайнятості: будівництво — 26,5 %, сільське господарство, лісництво, риболовля — 21,2 %, освіта, охорона здоров'я та соціальна допомога — 14,5 %, оптова торгівля — 9,2 %.